# Chunchi
Chunchi (kinesiska: 纯池) är en köping i sydöstra Kina. Den ligger i Zhouning härad i staden Ningde i provinsen Fujian, omkring 130 kilometer norr om provinshuvudstaden Fuzhou. Antalet invånare är 9 198. Befolkningen består av 4 361 kvinnor och 4 837 män. Barn under 15 år utgör 15,0 %, vuxna 15-64 år 70 %, och äldre över 65 år 14,0 %.